# Ciclo (teoria de grafos)

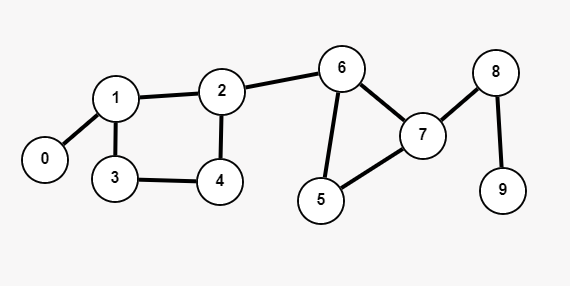
Exemplo de um grafo contendo dois ciclos: 1-2-4-3-1 e 6-7-5-6.

Um ciclo em teoria de grafos é um caminho em que o primeiro e o último vértice coincidem, mas nenhum outro vértice é repetido". Um ciclo é uma cadeia simples e fechada.
Em grafos não direcionados, para configurar um ciclo o caminho precisará de no mínimo três arestas, com o primeiro e último vértice se coincidindo e todos outros distintos. Em grafos direcionados precisa-se apenas de uma aresta para configurar um ciclo.
O comprimento de um ciclo é o número de arestas que o caminho possui. Um ciclo com comprimento 1, é chamado de laço (loop).
O termo ciclo pode também ser usado para se referir ao grafo que contém os vértices e arestas de um ciclo na definição acima.

## Definição matemática
Matematicamente: Seja G um grafo. Um ciclo em G é um caminho
{v1, v2, . . ., vk, vk+1}
sendo
v1 = vk+1, 3 ≤ k